# Symposium international de sculpture sur pierre de Cerisy-la-Forêt
Le symposium international de sculpture sur pierre est une manifestation artistique annuelle organisée de 1999 à 2019 à Cerisy-la-Forêt dans le département français de la Manche.
Depuis sa première édition en 1999, des sculpteurs français et internationaux y sont invités. Le symposium est le plus important de la région. En 2008, à l'occasion de son dixième anniversaire, ce sont 33 sculpteurs qui s'y sont produits, réalisant trente-trois œuvres originales en granit, marbre et autres matériaux. Ce fut la rencontre la plus importante en Europe.
Les sculptures produites sont reparties sur différents sentiers de randonnées de la communauté de communes de l'Elle, ou auprès des sponsors des rencontres.
Le symposium a pris fin après sa vingtième édition, en 2019.